# Tordylium palaestinum
Tordylium palaestinum är en flockblommig växtart som beskrevs av Michael Zohary. Tordylium palaestinum ingår i släktet Tordylium och familjen flockblommiga växter. Inga underarter finns listade i Catalogue of Life.